# Vương Hùng (Tam Quốc)
Vương Hùng (tiếng Trung: 王雄; bính âm: Wang Xiong; ? – ?), tự Nguyên Bá (元伯), là quan viên Tào Ngụy thời Tam Quốc trong lịch sử Trung Quốc.

## Cuộc đời
Vương Hùng quê ở huyện Lâm Nghi, quận Lang Gia, Từ Châu, thuộc đại tộc Lang Gia Vương thị, đồng tông với Vương Tường, được thái thú An Định Mạnh Đạt đề cử cho Tào Phi. Vương Hùng ban đầu làm thái thú quận Trác dưới thời thứ sử U Châu Thôi Lâm, sau thay Lâm làm thứ sử.
Khoảng năm 229–230, Hộ Ô Hoàn hiệu úy Điền Dự tại nhiệm 9 năm, uy chấn bắc cương, nhiều lần đánh bại quân Tiên Ti, phân hóa các bộ lạc người Hồ, khiến họ lâm vào nội chiến, không thể quấy nhiễu biên cảnh. Vương Hùng trong tay không có binh quyền, muốn kiêm chức Hộ Ô Hoàn hiệu úy, bèn cho bè đảng vu cáo Điền Dự làm loạn vùng biên, gây rắc rối cho quốc gia. Điền Dự bị dời làm thái thú Nhữ Nam, còn Vương Hùng thành công đoạt được chức Hiệu úy từ tay Dự.
Năm 233, không còn Điền Dự khống chế, thủ lĩnh Tiên Ti Kha Bỉ Năng hòa thân với Bộ Độ Căn, hai bên hợp binh đánh phá biên quận. Thứ sử Tịnh Châu Tất Quỹ thua trận ở Lâu Phiền. Triều đình phải phái Kiêu kỵ tướng quân Tần Lãng mới đẩy lui được Bộ Độ Căn.
Năm 235, Kha Bỉ Năng giết Bộ Độ Căn, gần như thống nhất Tiên Ti. Vương Hùng phái thích khách Hàn Long ám sát Kha Bỉ Năng, nhờ thế mà Tào Ngụy thoát khỏi uy hiếp của Tiên Ti.

## Gia đình
Con trai:
- Vương Hồn (王渾), con trai trưởng, quan tới thứ sử Lương Châu thời Tào Ngụy.
- Vương Nghệ (王乂), con trai thứ, quan tới Bình bắc tướng quân, theo Tư Mã Chiêu bình định Chung Hội.

Cháu:
- Vương Nhung (王戎), con trai của Vương Hồn, quan tới Tư đồ nhà Tấn.
- Vương Diễn (王衍), con trai trưởng của Vương Nghệ, quan tới Tư đồ nhà Tấn.
- Vương Hủ (王詡), con trai thứ của Vương Nghệ, cha vợ của Ôn Kiệu.
- Vương Trừng (王澄), con trai út của Vương Nghệ, quan tới thứ sử Kinh Châu nhà Tấn.

## Trong văn hóa
Vương Hùng không xuất hiện trong tiểu thuyết Tam quốc diễn nghĩa của La Quán Trung.